# تسويوشي أوغاشيوا
تسويوشي أوغاشيوا (باليابانية: 小柏 剛) (مواليد 9 يوليو 1998) هو لاعب كرة قدم ياباني.

## وصلات خارجية
- تسويوشي أوغاشيوا على موقع رابطة كرة القدم اليابانية للمحترفين (اليابانية)
- تسويوشي أوغاشيوا على موقع إي إس بي إن إف سي (الإنجليزية)
- تسويوشي أوغاشيوا على موقع قاعدة بيانات كرة القدم.إي يو (الإنجليزية)
- تسويوشي أوغاشيوا على موقع Soccerbase.com (لاعب) (الإنجليزية)
- تسويوشي أوغاشيوا على موقع Soccerway.com (الإنجليزية)
- تسويوشي أوغاشيوا على موقع عالم كرة القدم.نت (الإنجليزية)